# Anton Månsson
Anton Månsson (* 9. Januar 1989 in Kävlinge) ist ein schwedischer Handballspieler. 

## Karriere
In Schweden spielte Månsson bei Kävlinge HK, LUGI HF und H 43 Lund, bevor er 2010 zum deutschen Bundesligisten MT Melsungen wechselte, mit dem er 2013 und 2014 das Final Four des DHB-Pokals erreichte. Nachdem im Januar 2014 bekannt wurde, dass sein zum Saisonende auslaufender Vertrag bei der MT nicht verlängert wird, unterschrieb er im März 2014 einen Zweijahresvertrag beim Schweizer Verein Kadetten Schaffhausen. Mit den Kadetten Schaffhausen gewann er 2015 die Meisterschaft. Von 2015 bis 2017 lief er für den deutschen Verein TBV Lemgo auf. Im Sommer 2017 wechselte er zu GWD Minden. Ab der Saison 2019/20 stand er beim schwedischen Erstligisten Olympic/Viking Helsingborg HK unter Vertrag. Seit dem Sommer 2021 steht Månsson beim Ystads IF HF unter Vertrag. Mit Ystads gewann er 2022 und 2025 die schwedische Meisterschaft.
Mit der schwedischen Junioren-Nationalmannschaft wurde Månsson 2008 Vierter bei der U-20-Europameisterschaft und 2009 Fünfter bei der U-23-Weltmeisterschaft. Für die schwedische Männer-Nationalmannschaft bestritt er bisher zehn Länderspiele, in denen er sechs Tore warf.

## Privates
Månsson ist mit der deutschen Handballspielerin Nadja Månsson verheiratet.

## Bundesligabilanz
| Saison    | Verein       | Spielklasse | Spiele | Tore | 7-Meter | Feldtore |
| --------- | ------------ | ----------- | ------ | ---- | ------- | -------- |
| 2010/11   | MT Melsungen | Bundesliga  | 21     | 7    | 0       | 7        |
| 2011/12   | MT Melsungen | Bundesliga  | 24     | 48   | 0       | 48       |
| 2012/13   | MT Melsungen | Bundesliga  | 34     | 25   | 0       | 25       |
| 2013/14   | MT Melsungen | Bundesliga  | 34     | 37   | 0       | 37       |
| 2010–2014 | gesamt       | Bundesliga  | 113    | 117  | 0       | 117      |